# Matalascañas
Matalascañas är en ort i Spanien.   Den ligger i provinsen Provincia de Huelva och regionen Andalusien, i den sydvästra delen av landet, 500 km sydväst om huvudstaden Madrid. Matalascañas ligger 25 meter över havet och antalet invånare är 2 710.
Terrängen runt Matalascañas är platt. Havet är nära Matalascañas åt sydväst.  Det finns inga andra samhällen i närheten. 